# 黄冈单极虫
黄冈单极虫（学名：Thelohanellus hwangkangensis）为单极科单极虫属的动物。在中国，分布于湖北、四川等，营寄生生活，寄生在胆囊、鳔（乌鳢）、体表（蛇鮈）。